# Zoreane, Bobrîneț
Zoreane (în ucraineană Зоряне) este un sat în comuna Vîteazivka din raionul Bobrîneț, regiunea Kirovohrad, Ucraina.

## Demografie
Componența lingvistică a localității Zoreane
     Ucraineană (97,85%)
     Rusă (2,15%)
Conform recensământului din 2001, majoritatea populației localității Zoreane era vorbitoare de ucraineană (97,85%), existând în minoritate și vorbitori de rusă (2,15%).